# گروه رده ایده‌آل
در نظریه اعداد ، گروه رده ایده‌آل (Ideal Class Group) (یا گروه رده‌ای) (Class Group) از یک میدان عددی چون {\displaystyle K}، گروه خارج قسمتی {\displaystyle J_{K}/P_{K}} است که در آن {\displaystyle J_{K}} گروه ایده‌آل‌های کسری حلقه اعداد صحیح {\displaystyle K} و {\displaystyle P_{K}} زیرگروه ایده‌آل‌های اصلی آن است. گروه رده‌ای، میزان شکست در تجزیه یکتای حلقه اعداد صحیح  {\displaystyle K} را می سنجد. مرتبه این گروه که عددی متناهی است را عدد رده‌ای {\displaystyle K} می‌نامند.